# Megaton Sword
Megaton Sword ist eine Schweizer Epic-Metal-Band aus Winterthur. Die Musiker stehen bei Dying Victims Productions unter Vertrag und haben dort im Jahr 2023 ihr zweites Studioalbum veröffentlicht.

## Geschichte
Die Gründung der Band aus Winterthur, der zweitgrössten Stadt des Kantons Zürich, erfolgte offiziell im Jahr 2018. Eigenen Angaben zufolge gilt als Ausgangspunkt ein Obituary-Konzert im August 2017 in Zürich, bei dem drei der zukünftigen Bandmitglieder ins Gespräch kamen und im Verlauf beschlossen haben, eine neue Epic-Metal-Band zu gründen. Zu Beginn coverten die Musiker «einige Manowar- und Priest-Klassiker», fingen jedoch schnell an, eigene Songideen auszuarbeiten.
In der Folge entstand die etwas über 25 Minuten lange EP Niralet mit fünf Liedern, die im Jahr 2019 über das deutsche Musiklabel Dying Victims Productions erschien. Das Debütalbum Blood Hails Steel – Steel Hails Fire, bei welchem das in Essen ansässige Label erneut verantwortlich zeichnete, folgte im Jahr 2020. Es wurde von Yvo Petrzilek bei Verwaltzen Productions in Kollbrunn produziert. Das Mastering übernahm Justin Weis (zuvor u. a. für Hammers of Misfortune tätig), und das Album-Cover zeichnete Adam Burke (zuvor u. a. für Unleash the Archers tätig). Live war die Band danach anschliessend u. a. im September 2021 bei der zehnten Auflage des Stormcrusher-Festivals zu sehen und im November desselben Jahres beim Keep It True Rising.
Das Nachfolgealbum Might & Power erschien dann im Februar 2023 – wie zuvor bei Dying Victims Productions. Verstärkt durch den zweiten Gitarristen Seth Angel, ist Megaton Sword hier erstmals als Quintett zu hören. Vor der Veröffentlichung machte die Band in Abständen die drei Stücke Power, Might und schliesslich Cowards Remain zugänglich. Wie auch beim ersten Album übernahm Yvo Petrzilek die Produktion, während das Cover von Paolo Girardi beigesteuert wurde.

## Stil und Inhalte
Aus Sicht des US-amerikanischen Online-Magazins Metal Crypt bewegt sich die Band auf der Debüt-EP eindeutig in den von Manilla Road, Brocas Helm und Virgin Steele gelegten musikalischen Pfaden (englisch it’s clear Megaton Sword are traveling paths first laid down by the likes of Manilla Road, Brocas Helm and Virgin Steele). Nach Ansicht des Musikmagazins Deaf Forever bringt der epische Heavy Metal der ersten Veröffentlichung «sicherlich Referenzen an Klassikerbands» wie Manowar, Warlord, Manilla Road, frühe Running Wild oder Nasty Savage mit sich. Darüber hinaus fiel auch der Name der texanischen Band Eternal Champion als Referenz. Stärker auf die Musik als auf Vergleiche bezogen, beschrieb Metal Reviews den Stil der Band mit «bombastisches, fuzzy Gitarrenriffing», welches «größtenteils im mittleren Tempo» laufe. Der Gesang erinnere dabei an Ozzy aus der Sabbath-Ära, kombiniert mit einer Spur des Manilla-Road-Sängers Mark Shelton (englisch Bombastic, fuzzy guitar riffing run at a mostly mid-tempo to […] vocals, reminiscent of Sabbath-era Ozzy with a little Mark Shelton thrown in). An anderer Stelle wurde der Gesang als ein Alleinstellungsmerkmal herausgehoben, weil sich die Stimme von Uzzy Unchained von den «glatt polierten» und «ewig gleich klingenden Power/Epic-Metal-Sängern» abhebe.
Auch beim Zweitwerk Might & Power wurde der Gesang als «weiterer Pluspunkt» hervorgehoben, denn er habe einen «hohen Wiedererkennungswert». Auf dem zweiten Album habe sich die Band dann musikalisch durch das «Zulassen von Einflüssen aus dem klassischen Hard Rock» weiterentwickelt, heisst es dann bei Vampster. Darüber hinaus fielen beispielsweise bei Metal.de auch einige der zuvor benannten Referenzen, darunter Manilla Road, Cirith Ungol und Eternal Champion.
In ihren Texten beschäftigt sich die Band mit der «eigene(n) schillernde(n), wenn auch keineswegs friedvolle(n) Fantasy-Welt» namens Niralet, die nach Ansicht des Online-Magazins Bleeding4Metal das «komplette Eskapismus-Potenzial des Genres ausschöpft». Bei Stormbringer werden die Texte als «aberwitzige Ausflüge in die Sword and Sorcery, Schlachten und Blut» subsumiert.

## Diskografie
- 2019: Niralet (EP, Dying Victims Productions)
- 2020: Blood Hails Steel – Steel Hails Fire (Album, Dying Victims Productions)
- 2023: Might & Power (Album, Dying Victims Productions)